# 경기체육중학교
경기체육중학교(京畿體育中學校)는 대한민국 경기도 수원시 장안구 천천동에 있는 공립 중학교이다.

## 학교 연혁
- 2011년 1월 10일 : 경기체육중학교 설립
- 2011년 3월 1일 : 한용규 초대 교장 취임 (경기체육고등학교 겸임)
- 2011년 3월 2일 : 제1회 입학식 (신입생 29명)
- 2013년 12월 31일 : 제1회 졸업식 (졸업생 28명)
- 2023년 3월 1일 : 제4대 김호철 교장 취임(경기체육고등학교 겸임)
- 2024년 1월 4일 : 제11회 졸업식(졸업생 31명)  총 319명 배출
- 2024년 3월 4일 : 제14회 입학식(신입생 26명)

## 참고 자료
- 경기체육중학교 - 한국교육학술정보원 학교알리미